# دولنو چرکوویشته
دولنو چرکوویشته (به بلغاری: Dolno Cherkovishte) یک منطقهٔ مسکونی در بلغارستان است که در شهرستان استامبولوو واقع شده است.